# Анелия Луцинова
Анелия Валентинова Луцинова е българска актриса, бивша спортистка. Става по-популярна след като става част от екипа на комедийното предаване „Комиците“ излъчвано по БТВ.

## Биография
Родена е в Русе на 18 септември 1986 г. Завършва СУПНЕ „Фридрих Шилер“ в Русе и НАТФИЗ, специалност „Актьорско майсторство за драматичен театър“ в класа на доц. Веселин Ранков през 2010 г.
Анелия Луцинова е национален шампион в ученическите състезания по джудо, пътешественичка и гмуркачка. Владее английски, немски и италиански език.

## Театрални роли
- „Богове“ (Георги Данаилов, реж. Гаро Ашекян, Сатиричен театър „Алеко Константинов“)
- „Антигона“ (Софокъл, реж. Веселин Ранков) – Антигона
- „Облак Рай“ (Георги Николай, реж. Богдан Петканин, Учебен театър НАТФИЗ) – Наташа
- „Говори ми“ (Андрю Бовел, реж. Веселин Ранков, Светослав Добрев, Николай Младенов, Учебен театър НАТФИЗ) – Сара
- „Горката Франция“ (Жан Ко, реж. Богдан Петканин, Нов драматичен театър „Сълза и смях“) – Мартин
- „Стая 1313“ (Рей Куни, реж. Богдан Петканин, Нов драматичен театър „Сълза и смях“) – Джейн Уъдингтън

## ТВ предавания
- Аламинут
- Комиците и приятели
- Кой да знае
- Кажи честно

## Филмография
| Година | Филми и сериали        | Серии          | Копродукции                        | Роля   |
| ------ | ---------------------- | -------------- | ---------------------------------- | ------ |
| 2012   | Сутрешен блок (сериал) | 32             |                                    | Албена |
| 2018   | Плебеи (Plebs)         | 1 - The Critic | британски ситком, излъчван по ITV2 | Sandra |
| 2025   | Не затваряй очи        |                |                                    |        |